# Diabolin-Polka
Die Diabolin-Polka ist eine Polka von Johann Strauss Sohn (op. 244). Das Werk wurde wahrscheinlich im Sommer 1860 in Pawlowsk in Russland erstmals aufgeführt. 

## Einzelnachweis
1. ↑  Quelle: Englische Version des Booklets (Seite 35) in der 52 CDs umfassenden Gesamtausgabe der Orchesterwerke von Johann Strauß (Sohn), Hrsg. Naxos (Label). Das Werk ist als siebter Titel auf der 10. CD zu hören.